# Алтенбојтен
Алтенбојтен (њем. Altenbeuthen) општина је у њемачкој савезној држави Тирингија. Једно је од 39 општинских средишта округа Залфелд-Рудолштат. Према процјени из 2010. у општини је живјело 230 становника. Посједује регионалну шифру (AGS) 16073002.

## Географија
Алтенбојтен се налази у савезној држави Тирингија у округу Залфелд-Рудолштат. Општина се налази на надморској висини од 495 метара. Површина општине износи 7,9 km².

## Становништво
У самом мјесту је, према процјени из 2010. године, живјело 230 становника. Просјечна густина становништва износи 29 становника/km².